# 三岡站
三岡站（日语：／ Mitsuoka eki */?）是位於長野縣小諸市大字森山，東日本旅客鐵道（JR東日本）的小海線車站。

## 歷史
在1915年（大正4年）8月8日，佐久鐵道已經開通，但是當時三岡站還未設立，在此站靠近小諸一方設有土橋站，在此站靠近中込一方設有市村站。在當地居民強烈請求下，1925年（大正14年）4月14日，土橋和市村兩站遷移和合併成為此車站。此站建設費由當地居民透過捐款負擔。
- 1925年（大正14年）4月14日：佐久鐵道車站啟用。為旅客和貨物車站[3]。
- 1934年（昭和9年）9月1日：佐久鐵道被國有化，成為國鐵車站[4]。
- 1982年（昭和57年）7月15日：終止貨物起卸業務。
- 1987年（昭和62年）4月1日：伴隨國鐵分割民營化，車站由東日本旅客鐵道（JR東日本）營運[5][6]
- 1991年（平成3年）3月16日：成為無人車站。
- 2002年（平成14年) 11月頃：翻新車站大樓[1]。

## 車站構造
車站是一座地面車站，設有2面2線相對式月台。此站是小諸站至岩村田站之間唯一可列車交會的車站。兩月台之間設有站內平交道連接。
此站是無人車站。於車站大樓內設有自動售票機。此站的自動售票機被破壞和盜取現金，JR要求當地人支付重設售票機的費用，而當地人由於難以支付該筆費用，因此現時此站沒有售票機。原本設置售票機的位置貼上了「請在車內購買車票」告示。

### 月台
| 月台         | 路線    | 上下行 | 方向             |
| ------------ | ------- | ------ | ---------------- |
| 車站大樓一方 | ■小海線 | 下行   | 小諸方向         |
| 車站大樓對面 | ■小海線 | 上行   | 佐久平、中込方向 |

參考
曾經在上行月台靠近國道一方設有貨物專用路軌，該處曾經起卸了木製品。

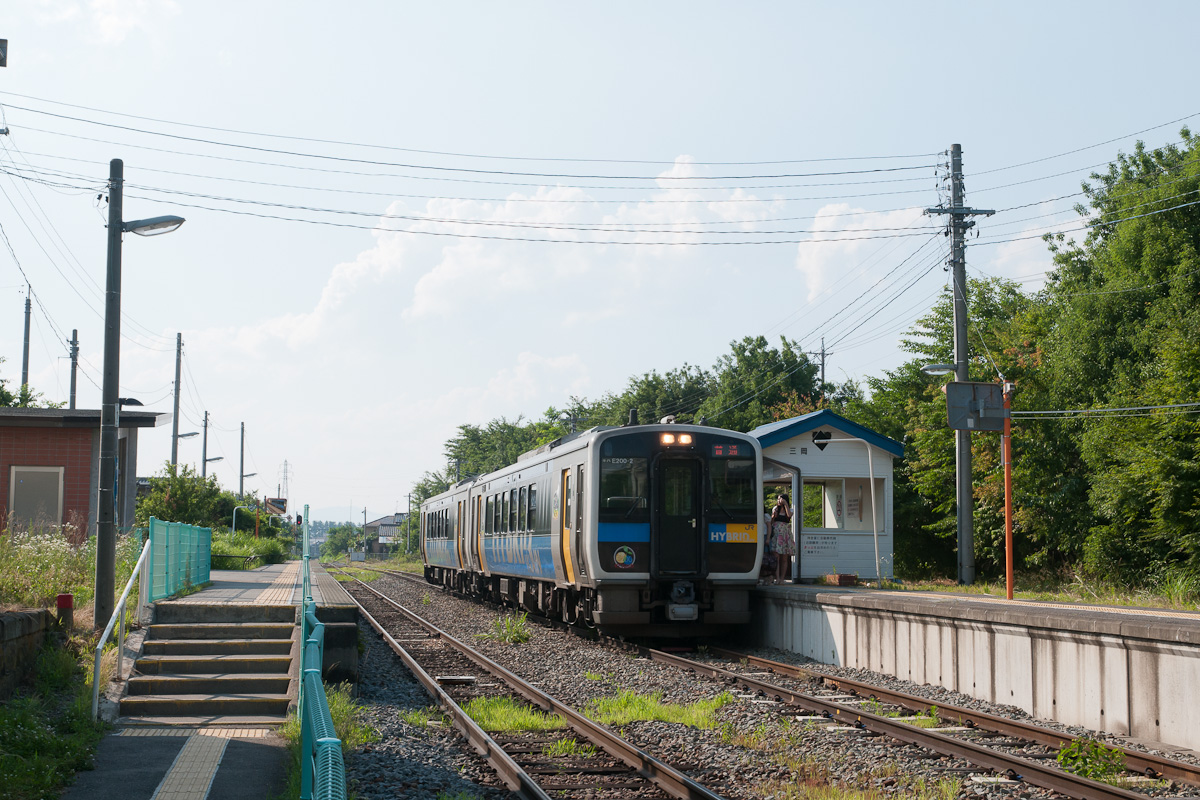
在站內平交道觀看月台
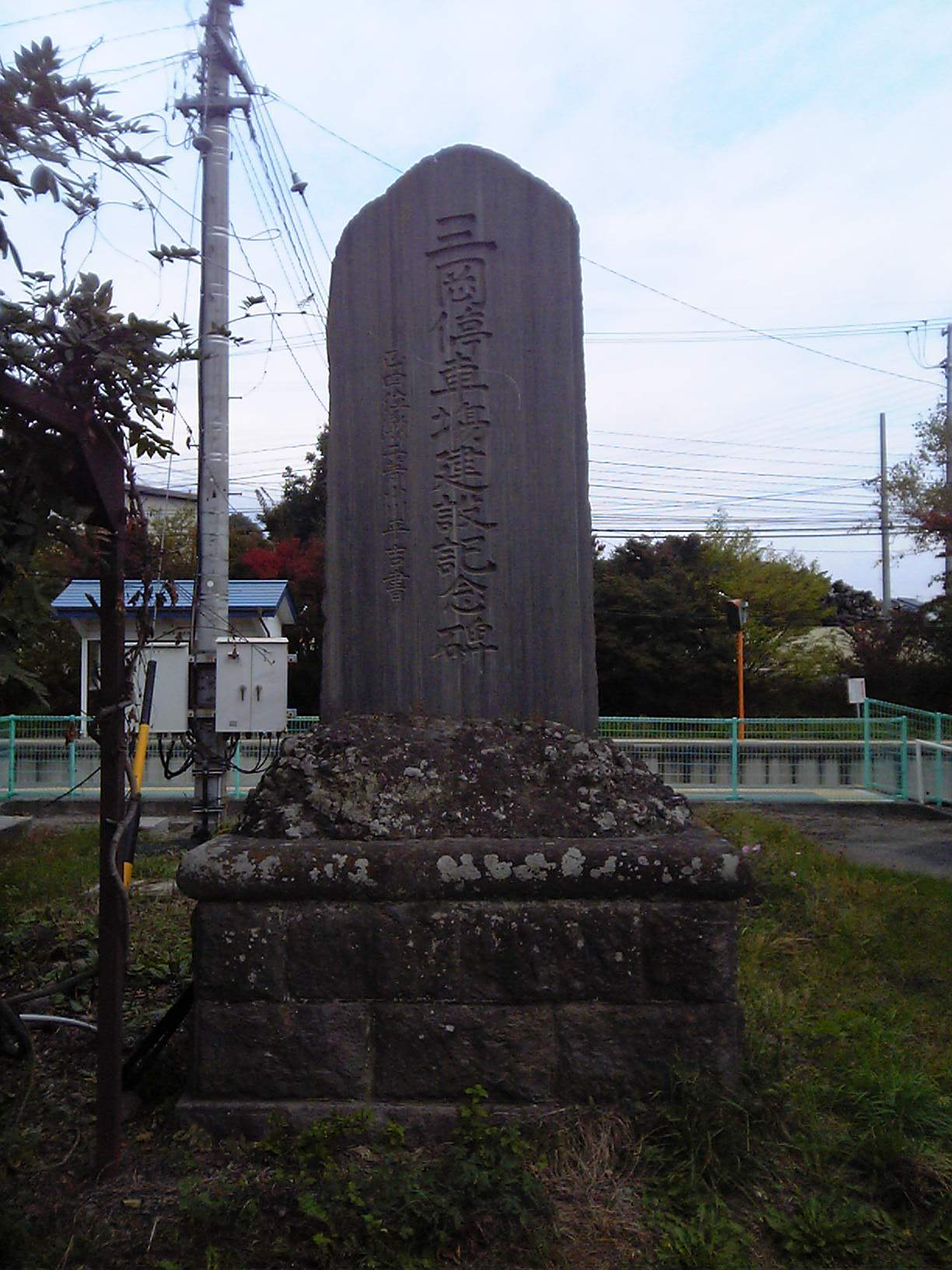
站前的三岡停車場建設紀念碑（2009年10月17日）
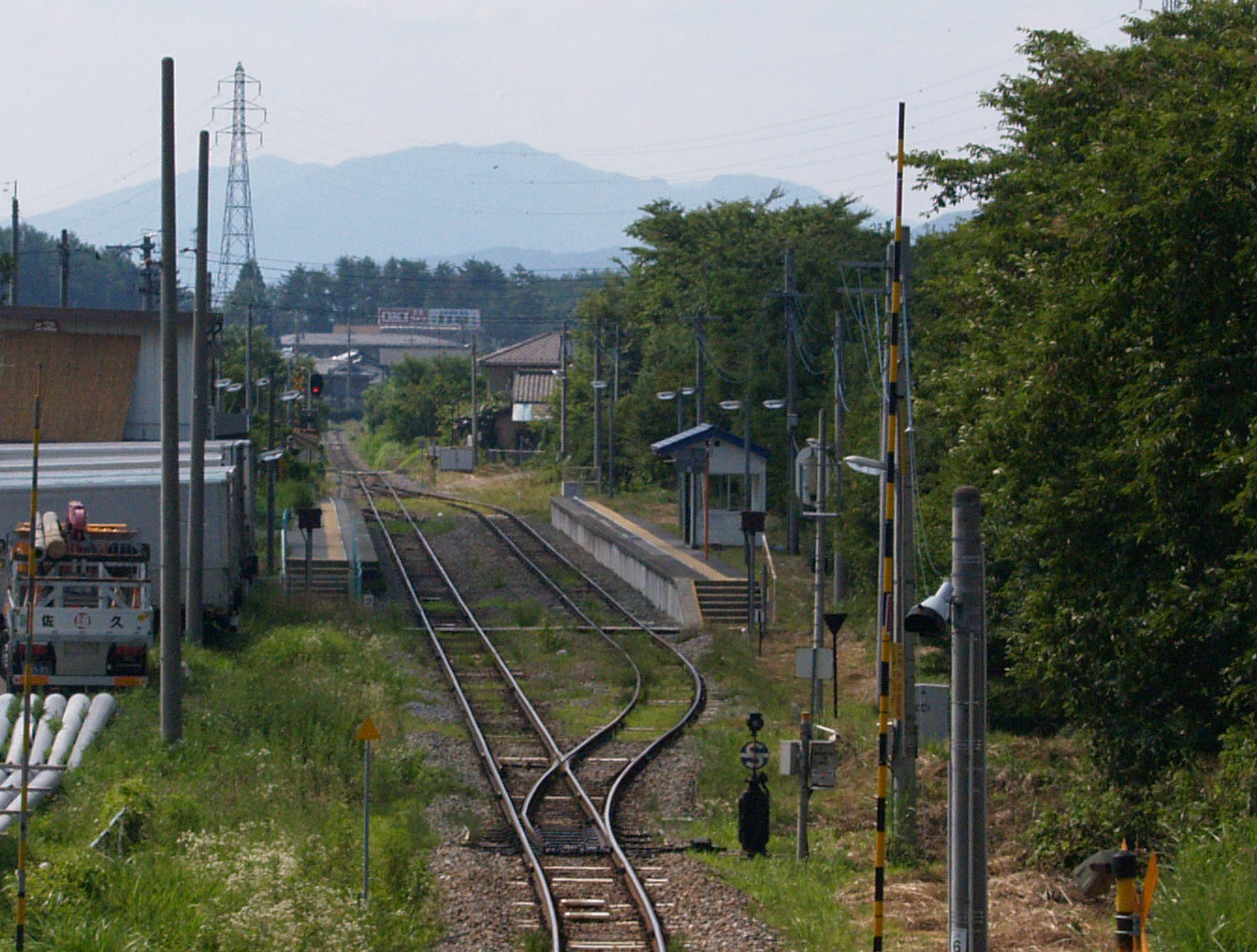
車站遠景（2011年7月）

## 使用狀況
根據「長野縣統計書」，以下為1日平均乘車人次：
- 2007年度 - 157人[1]
- 2009年度 - 150人[1]
- 2010年度 - 160人
- 2011年度 - 137人

## 車站周邊
- 小諸駕駛學院
- 小諸市立美南丘小學[8]
- 平原站 - 信濃鐵道線
- 長野縣道141號耳取三岡停車場線（日语：長野県道141号耳取三岡停車場線）
- 長野縣道137號借宿小諸線（日语：長野県道137号借宿小諸線）
- 國道141號（日语：国道141号）
- 7-11

## 相鄰車站
東日本旅客鐵道（JR東日本）
■小海線
美里－三岡－乙女

## 注腳

## 外部連結
- 車站資訊（三岡）：東日本旅客鐵道（日語）